# Глобално затопляне
Глобално затопляне е повишаването на средната температура на атмосферата и световния океан на Земята, което се наблюдава от 1950-те години насам. Често като синоним на глобалното затопляне се използва изменение на климата. За периода 1906 – 2005 г. е установено повишаване на средната глобална температура в близост до земната повърхност средно с 0,74 ± 0,18 °C.
Официалното становище на Рамковата конвенция на ООН за изменението на климата (IPCC – Intergovernmental Panel on Climate Change) е, че „основната част от наблюдаваното от средата на 20 век увеличение на глобалните средни температури много вероятно се дължи на наблюдаваното нарастване на концентрациите на антропогенни парникови газове“. Според официалната информация от същата организация голямото мнозинство от учените, работещи върху промените на климата, са съгласни с основните изводи.

## Наблюдавани промени в температурите
Свидетелствата за затопляне на климатичната система включват наблюдаваното увеличение на глобалните средни температури на въздуха и океанските води, широко разпространеното топене на снегове и ледове и повишаването на глобалното средно морско равнище. Линейно интерполираната глобална средна повърхностна температура нараства с 0,74±0,18 °C за периода 1906 – 2005 година, като скоростта на затопляне през втората половина на този период е почти два пъти по-голяма от средната за периода като цяло (0,13±0,03 °C на десетилетие срещу 0,07±0,02 °C на десетилетие). В тези стойности ефектът на градските топлинни острови е много малък, оценяван на по-малко от 0,002 °C на десетилетие от началото на 20 век насам. Според спътникови температурни измервания, след 1979 година температурата на долната тропосфера се увеличава с между 0,13 и 0,22 °C на десетилетие. Косвени данни показват, че температурата за десетте века преди 1850 година е сравнително устойчива, с регионални вариации, като Средновековния климатичен оптимум и Малкия ледников период.
Оценки на Института за космически изследвания „Годард“ и Националния център за климатични данни показват, че 2005 и 2010 са най-топлите години от началото на надеждни масови измервания в края на 19 век, като изпреварват 1998 година с няколко стотни от градуса. В същото време, според оценки на Центъра за климатични изследвания, 2005 е втората най-топла година след 1998 и пред 2003 и 2010 които остават на трето място, макар че „оценката на грешката за отделните години... е поне десет пъти по-голяма от разликите между тези три години“. Според Световната метеорологична организация номиналната стойност за 2010 година е +0,53 °C, по-голяма от тези за 2005 (+0,52 °C) и 1998 (+0,51 °C) година, макар че „разликите между тях не са статистически значими“. Температурите през 1998 година са необичайно високи, заради най-силната проява за столетието на флуктуацията Ел Ниньо.
Температурните промени в различните части на света не са еднакви. След 1979 година температурите на сушата се увеличават около два пъти по-бързо от тези в океана – с 0,25 °C на десетилетие срещу 0,13 °C на десетилетие. Причина за това е голямата ефективна топлоемкост на океаните и по-бързото им охлаждане в резултат на изпарението. Северното полукълбо се затопля по-бързо от Южното, защото там делът на сушата е по-голям и заради по-големите площи на сезонна снежна и ледена покривка, подложена на обратната връзка лед-албедо. Макар че в Северното полукълбо се отделят повече парникови газове, отколкото в Южното, това не допринася за разликата, тъй като основните парникови газове съществуват достатъчно дълго, за да се смесят в двете полукълба.

## Първични причини
Първични причини или външни фактори се наричат процесите, външни за климатичната система, макар и не задължително външни за Земята, които оказват влияние върху климата. Климатът реагира на няколко вида външни фактори, като радиационните фактори, дължащи се на промените в състава на атмосферата (най-вече на концентрациите на парникови газове), промените в слънчевата светимост, вулканичните изригвания и вариациите на орбитата на Земята. Анализът на причините за промените в температурите през последните десетилетия се концентрира върху първите три от тези фактори, тъй като орбиталните цикли имат период от десетки хиляди години и ефектът от тях е охлаждащ.

### Парникови газове
Парниковият ефект е процес, при който абсорбцията и емисията на инфрачервени лъчи от газове в атмосферата водят до затопляне на ниските слоеве на атмосферата и на земната повърхност. Идеята за парниковия ефект е изложена за пръв път от Жозеф Фурие през 1824 година и е изследвана количествено от Сванте Арениус през 1896 година. Парниковият ефект е естествен процес, като предизвиканото от него затопляне се оценява на около 33 °C.
Основните парникови газове са водната пара (H2O), на която се дължи 36 – 70% от парниковия ефект, въглеродният диоксид (CO2) – 9 – 26%, метанът (CH4) – 4 – 9% и озонът (O3) – 3 – 7%.
Парниковите газове, чиято концентрация нараства след началото на Индустриалната революция, са въглеродният диоксид, метанът, тропосферният озон, фреонът и диазотният оксид, като от 1750 година насам концентрациите на въглероден диоксид и метан са нараснали съответно с 36% и 148%. Според данни от сондиране на ледниците, тяхната концентрация днес е значително по-висока, в сравнение с всеки друг период от последните 800 хиляди години. Според други косвени геоложки данни, концентрациите на въглероден диоксид са достигали по-високи стойности преди около 20 милиона години. През последните 20 години около три четвърти от увеличението на въглеродния диоксид в резултат на човешката дейност се дължи на изгарянето на изкопаеми горива, а останалата част – главно на промените в използването на земите, най-вече на обезлесяването.

### Слънчева активност
Под слънчева активност се разбират измененията на количеството слънчева радиация под формата на енергия. Някои от тези промени в активността са периодични, като например 11-годишният цикъл на слънчевите петна, но други промени не следват никаква закономерност.
Съществуват различни и противоречиви хипотези за връзката между слънчевата активност и глобалното затопляне. Така например група учени от Университета Дюк са установили, че Слънцето вероятно е допринесло около 45 – 50% към увеличаването на средните температури на повърхността на Земята в периода 1900 – 2000. Те предполагат, че в компютърните модели ролята на парниковия ефект е завишена, а тази на слънчевата активност занижена. Но въпреки всичко това те потвърждават хипотезата, че по-голямата част на затоплянето от средата на 20 век с голяма вероятност се дължи на увеличението на парниковите газове.
Увеличаването на слънчевата активност би затоплило по-голямата част от стратосферата, докато парниковият ефект предвижда охлаждане на тази част от атмосферата. Експерименталните наблюдения от 1960 година насам показват охлаждане на долната част на стратосферата. Слънчевата активност заедно с вулканичната дейност е вероятно да са имали затоплящ ефект допреди индустриалната ера, но британски учени, изследвали проблема, не са могли да намерят никаква корелация между сегашната активност на Слънцето и глобалното затопляне.
| Събитие                                             | Начало | Край |
| --------------------------------------------------- | ------ | ---- |
| Минимум на Оорт (вж Средновековен топъл период)     | 1040   | 1080 |
| Средновековен максимум (Средновековен топъл период) | 1100   | 1250 |
| Минимум на Волф                                     | 1280   | 1350 |
| Минимум на Шпьорер                                  | 1450   | 1550 |
| Минимум на Маундер                                  | 1645   | 1715 |
| Минимум на Далтон                                   | 1790   | 1820 |
| Съвременен максимум                                 | 1950   | 2004 |
| Съвременен минимум                                  | 2004   | -    |

### Вулканична дейност
Към природните източници, допринасящи за затоплянето, спадат изригванията на вулканите и изветряването на варовиковите скали. Изветряването на варовиковите скали е бавен процес и отнема десетки столетия. Изригването на вулканите от друга страна е бърз, често непредсказуем и хаотичен процес, като при едно изригване на голям вулкан за няколко дни в атмосферата се изхвърля повече газове, отколкото може да създаде цялата човешка дейност за няколко месеца.
При изригването се образуват водни пари (H2O), въглероден диоксид (CO2), серен диоксид (SO2), хлороводород (HCl), флороводород (HF) и сажди, които се изхвърлят в стратосферата до 30 километра височина. Голяма част от HCl и HF се разтварят във водните пари и след това падат на земята като киселинен дъжд, което прави вулканите естествен източник на киселинен дъжд. Някои химични реакции в атмосферата следствие изригването водят до образуване на CO, който руши озоновия слой. Съществуват и подводни вулкани, които затоплят водата на океаните. Тяхната засилена дейност може да доведе до топене на ледниците с катастрофални последици. Много често изригването на вулканите е съпроводено със земетресения, гейзери и образуване на горещи извори.

## Предполагаеми последствия
Въпреки че не винаги наблюдаваните ефекти могат да се свържат стопроцентово с глобалното затопляне, съществува голяма вероятност за връзка между тях, потвърдена и от сложните компютърни модели, които учените използват, за да правят прогнози. Повишаването на температурата може да доведе от своя страна до други промени, като отдръпване на ледниците, повишаване нивото на световния океан и промени в количественото и географското разпределение на валежите. Като следствие от това вторичните ефекти са повишаване броя и честотата на наводненията, сушите, ураганите и други природни бедствия. В четвъртия си доклад през 2007 година Междуправителственият панел по измененията в климата (IPCC) прави обобщение на всички тези ефекти. Учените са на мнение, че изненадите в климата ще са често явление. Докладът също така отбелязва, че повечето ефекти ще са следствие на 3-те основни фактора: повишаване нивото на световния океан, увеличаване на температурите и промени в количеството и честотата на валежите. До края на XXI век се очаква нивото на океаните да се повиши със средно 18 до 59 см.
Последствията от глобалното затопляне върху околната среда и човека са многобройни и различни, а дългосрочните прогнози понякога са противоречиви и комплексни. Фактът, че съществува глобално затопляне (повишаване на усреднената температура за всички райони и всички сезони) не изключва възможността от понижаване на температурата локално. Една от хипотезите гласи, че глобалното затопляне ще доведе до значително отслабване или дори спиране на течението Гълфстрийм поради отделяне на твърде много сладка вода от топенето на ледовете в северния Атлантически океан, което би довело до значително охлаждане на цяла северна и западна Европа. Отделни учени считат, че последствията от глобалното затопляне всъщност са много по-сериозни отколкото се съобщава в пресата и докладите.

## История
Историята на науката за изменението на климата започва в началото на 19 век, когато ледниковите периоди и други природни изменения в древния климат се взимат предвид за пръв път, а естественият парников ефект е идентифициран за пръв. Към края на 19 век учените за пръв път започват да твърдят, че човешките емисии на парникови газове могат да доведат до промени в климата. Термините „изменение на климата“ и „глобално затопляне“ започват да се появяват в популярната литература и медиите през 1950-те години. През 1960-те години затоплящото въздействие на въглеродния диоксид започва да става все по-убеждаващ. Към 1990-те години, в резултат на подобряващата се точност на компютърните модели и наблюденията, потвърждаващи циклите на Миланкович, се образува консенсус: парниковите газове имат голямо участие в повечето изменения на климата, а емисиите от хората причиняват осезаемо глобално затопляне. След 1990-те години научните изследвания на изменението на климата включват множество дисциплини и се разширяват. Изследванията през този период се обобщават в докладите за оценка на Междуправителствения панел за климатични промени.

## Общество и култура

### Политическа дискусия
Повечето държави по света участват в Рамковата конвенция на ООН за изменението на климата (UNFCCC). Крайната цел на конвенцията е да се предотврати опасната човешка намеса в климатичната система на Земята. Както е заявено в конвенцията, това изисква концентрациите на парникови газове да се стабилизират в атмосферата до ниво, на което екосистемите могат да се адаптират по естествен път към климатичните промени, производството на храна да не е застрашено и икономическото развитие да продължава по устойчив начин. Конвенцията е съгласувана през 1992 г., но глобалните емисии не спират да растат и след това.
По време на преговорите, Групата на 77-те (група в ООН, представляваща развиващите се страни) настоява за мандат, изискващ развитите страни да поемат инициативата за намаляване на емисиите си. Това се оправдава на базата, че емисиите на развитите страни са допринесли най-много за натрупването на парникови газове в атмосферата, че емисиите на глава от населението в развиващите се страни са относително ниски в развиващите се страни и че емисиите на развиващите се страни ще се увеличават, за да покриват нуждите им за развитие.:с. 290
Този мандат се поддържа и в протокола от Киото,:с. 290 който влиза в сила през 2005 г. Чрез ратификацията на протокола от Киото, повечето развити държави приемат правно обвързващи ангажименти да ограничат емисиите си. Първоетапните ангажименти изтичат през 2012 г. Американският президент Джордж Уокър Буш отхвърля споразумението на основата, че „то освобождава 80% от света, включително големи населени центрове като Китай и Индия, от съгласие и ще докара сериозни щети на американската икономика“.:с. 4
На Конференцията на ООН за климатичните промени през 2009 г. в Копенхаген няколко държави от Рамковата конвенция изготвят т. нар. Копенхагенско споразумение. Държавите, свързани от споразумението (общо 140 към ноември 210 г.),:с. 9 целят да ограничат бъдещото увеличение на глобалната средна температура до под 2 °C. Следващата конференция се провежда в Канкун през 2010 г. На нея е съставено споразумение, а не обвързващ договор, според което, държавите трябва спешно да вземат мерки за намаляване на емисиите на парникови газове, за да постигнат целта за ограничаване на глобалното затопляне до под 2 °C спрямо доиндустриалните температури. Призната е и нуждата за подсилване на целта до глобално средно покачване от 1,5 °C.

### Научна дискусия
Дискусията продължава и в научните среди и статии, които се рецензират и оценяват от учени, които работят в свързаните области и участват в Междуправителствения панел за климатични промени. Научният консенсус към 2013 г. е, че е „изключително вероятно човешкото влияние да е водещата причина за наблюдаваното затопляне след средата на 20 век“. Доклад от 2008 г. на Националната академия на науките на САЩ заявява, че повечето учени са съгласни, че наблюдаваното затопляне през последните десетилетия се дължи главно на човешките дейности, които увеличават количеството парникови газове в атмосферата. През 2005 г. Британското кралско научно дружество заявява, че докато мнозинството учени са съгласни по основните точки, някои индивиди и организации, противопоставящи се на консенсуса относно спешните мерки за намаляване на емисиите от парникови газове, се опитват да пречат на науката и работата на Междуправителствения панел за климатични промени. Националните научни академии на няколко държави призовават световните лидери за намаляване на глобалните емисии.
През 2018 г. Междуправителственият панел за климатични промени публикува Специален доклад за глобалното затопляне от 1,5 °C, който предупреждава, че ако текущата скорост на емисии на парникови газове не се облекчи, големи кризи ще настъпят до 2040 г., докато планетата се затопля с 1,5 °C. Докладът споменава, че предотвратяването на такива кризи ще изисква бърза трансформация на глобалната икономика, която „няма документиран исторически прецедент“.
В научната литература съществува твърд консенсус, че глобалната повърхностна температура се е покачила през последните десетилетия и че тенденцията се причинява основно от човешките емисии на парникови газове. Няма научно тяло с национална или международна позиция, която да не е съгласна с тези възгледи. През ноември 2017 г. предупреждение към човечеството, подписано от 15 364 учени от 184 страни, гласи, че „текущата траектория на потенциално катастрофална климатична промяна, поради повишаването на парниковите газове от горенето на изкопаеми горива, обезлесяването, селскостопанското производство, особено на преживни животни за консумация на месо, е особено притеснителна“. Проучване от юли 2017 г. отстоява, че най-значителните действия, които могат да предприемат индивидите за смекчаване на въглеродния си отпечатък, е да имат по-малко деца, да нямат моторно превозно средство, да се въздържат от пътувания със самолет и да приемат растителна диета.

### Обществени мнения и спорове
Съществуват различни спорове и противоречия, които са значително по-изразени в популярните медии, отколкото в научната литература, относно естеството, причините и последствията на глобалното затопляне. Спорните въпроси включват причините за повишената глобална температура на въздуха, особено след средата на 20 век, дали тенденцията по затопляне е безпрецедентна или в рамките на нормалните климатични вариации, дали хората са допринесли значително за него и дали повишението напълно или частично е продукт на неточни измервания. Допълнителни спорове съществуват около чувствителността на климата, прогнозите за допълнително затопляне и какви ще бъдат последствията от глобалното затопляне.
В САЩ след 1990 г. консервативни мозъчни тръстове започват да поставят под въпрос легитимността на глобалното затопляне като социален проблем. Те отричат научните доказателства, твърдят, че глобалното затопляне има своите предимства, и заявяват, че предложените решения ще доведат до повече вреди, отколкото ползи. Някои хора оспорват науката за промяна на климата. Организации като либертарианския Институт за конкурентоспособни предприятия, консервативни коментатори и компании като ExxonMobil поставят под въпрос климатичните промени, финансират учените, които не са съгласни с научния консенсус, и предоставят свои собствени проекции на икономическата цента на по-строгия контрол. От друга страна, някои компании за изкопаеми горива са намалили мащаба на дейността си през последните години и дори призовават за политики за намаляване на глобалното затопляне. Световните петролни компании вече са започнали да признават наличието на глобално затопляне, причинявано от човешка дейност и изгарянето на изкопаеми горива.
Проблемът с глобалното затопляне достига международната публика към края на 1980-те години. Анкетиращи групи започват да следят общественото мнение по въпроса, първоначално основно в САЩ. Най-голямото последователно проучване, проведено от Галъп в САЩ, открива относително малки отклонения от около 10% от мненията на обществото през 1998 до 2015 г. относно сериозността на глобалното затопляне, но с нарастваща поляризация между загрижените и незагрижените.
Поради объркващото медийно отразяване в началото на 1990-те години, феномени като изтъняването на озоновия слой и изменението на климата често се бъркат един с друг, което влияе на общественото разбиране по тези теми. Според проучване от 2010 г., проведено сред американци, мнозинството от тях мислят, че озоновият слой и спрейовете допринасят за глобалното затопляне. Макар да съществуват малко общи черти, връзката между двете съвсем не е силна. Намаленият стратосферен озон, всъщност, има слаб охлаждащ ефект върху повърхностната температура, докато повишеният тропосферен озон има в известна степен затоплящо въздействие. Все пак, хлорофлуоровъглеродите, използвани в спрейовете, са мощни парникови газове, които според някои оценки са допринесли през 1970-те години за почти половината от глобалното затопляне през това десетилетие.
Към 2010 г., с данните от всички проучени 111 страни, Галъп определя, че има значително понижение след 2007 – 2088 г. в броя на американците и европейците, които гледат на глобалното затопляне като на сериозна заплаха. В САЩ само малко над половината от населението (53%) го счита за сериозен проблем за себе си или за семейството си. Това е с 10 единици по-малко от докладваните цифри през 2008 г. – 63%. В Латинска Америка се наблюдава най-голямо повишение на загрижеността: 73% казват, че глобалното затопляне е сериозна заплаха за семействата им. Това глобално проучване открива, че хората са по-склонни да припишат глобалното затопляне на човешка дейност, отколкото на естествени причини, освен в САЩ, където почти половината население (47%) счита, че глобалното затопляне се причинява от природни сили.
Проучване от март-май 2013 г. на изследователския център Пю запитва 39 страни относно глобалните заплахи. Според 54% от анкетираните, глобалното затопляне е на върха на глобалните заплахи.

## Отговори

### Смекчаване
Смекчаването на изменението на климата включват действия, целящи намаляване на емисиите на парниковите газове или подобряване на капацитета на въглеродните оттоци за абсорбиране парниковите газове от атмосферата. Съществува голям потенциал за бъдещо намаляване на емисиите чрез комбинация от дейности, сред които икономия на енергията и повишена енергоефективност, употребата на технологии с ниско съдържание на въглерод (възобновяема енергия, ядрена енергетика, геоложко съхранение на въглероден диоксид) и подобряването на въглеродните оттоци, например чрез залесяване и предотвратяване на обезлесяването. Доклад от 2015 г. на Ситибанк прави заключение, че преминаването към нисковъглеродна икономика би имало положителна възвръщаемост на инвестициите.
Краткосрочните и дългосрочните тенденции в глобалната енергийна система са несъвместими с целта за ограничаване на глобалното затопляне до 1,5 или 2 °C спрямо доиндустриалните нива. Обещанията направени в рамките на Конференцията на ООН за климатичните промени през 2010 г. като цяло са съвместими с възможността за вероятност (66 до 100% вероятност) от ограничаване на глобалното затопляне (през 21 век) до под 3 °C спрямо доиндустриалните нива.
С ограничаването на затоплянето до под 2 °C, по-строгите ограничения на емисиите в краткосрочен план биха позволили по-малко спешни ограничения на емисиите след 2030 г. Много интегрирани модели не могат да удовлетворят целта от 2 °C, ако се приемат песимистични предположения относно наличността на смекчаващите технологии.

### Адаптация
Адаптацията към промяната на климата е друг отговор. Тя може да е планирана, като реакция или очакване на глобалното затопляне, или да е спонтанна, тоест без намеса на правителството. Планирана адаптация вече възниква в ограничен мащаб. Препятствията, ограниченията и цените на бъдещата адаптация все още не се разбират напълно. Организации на околната среда и публични фигури понякога подчертават изменението на климата и рисковете, които води след себе си, докато поощряват адаптацията към промените чрез инфраструктурни нужди и намаляване на емисиите.
Адаптацията е особено важна в развиващите се страни, тъй като те най-вероятно ще носят най-голямата тежест от въздействието на глобалното затопляне. Капацитетът и потенциалът на хората да се адаптират са неравномерно разпределени в различните региони и популации, а развиващите се страни обикновено имат по-малък адаптивен капацитет.

### Геоинженерство
Геоинженерството включва целенасочена промяна на климата. То се изследва като възможен отговор към глобалното затопляне, например от НАСА и Кралското научно дружество.
Изследваните техники обикновено попадат в категориите на управлението на слънчевото лъчение и премахването на въглеродния диоксид, макар различни други схеми също да се предлагат. Проучване от 2014 г. разследва най-често срещаните методи за геоинженерство и прави заключение, че или са неефективни, или имат потенциално тежки странични ефекти и не могат да се спрат, без да причинят бързо изменение на климата.